# Гумперт аполо
Гумперт аполо је први произведени модел аутомобила немачке компаније Гумперт. Годишње се произведу само 24 примерка који се пласирају на тржиште Европе, САД и Блиског истока. Аутомобил има Аудијев осмоцилиндарски мотор (V8) запремине 4,2 литре појачан на 650 коњских снага. У 2006. години се појавила и верзија Спорт са 800 коњских снага и аеродинамичним додацима. На европском тржишту кошта око 300.000 евра.

## Карактеристике
Гумперт аполо је двосед и има двоје врата. Дугачак је 4.460 mm, широк 1.998 mm и висок 1.114 mm. Међуосовински размак износи 2.700 mm. Празан аутомобил је тежак 1.170 килограма, а носивост му износи 200 килограма. Од 0 до 100 km/h убрзава за 3 секунде, а максимална брзина аутомобила износи 360 km/h.